# Adrián Aldecoa
Adrián María Aldecoa Arbulo (Vitoria, 7 de septiembre de 1887-Vitoria, 16 de diciembre de 1945) fue un pintor español, tío del novelista Ignacio Aldecoa.

## Biografía
Adrián Aldecoa nació en 1887 en el seno de una familia de la burguesía vitoriana. Su padre, Laureano Aldecoa, era el propietario de uno de los establecimientos de decoración y pintura industrial más afamados de la ciudad. Adrián Aldecoa, tras su periodo formativo en el taller familiar, así como en la Escuela de Artes y Oficios de Vitoria y varias estancias formativas en Francia (Burdeos y París), siguió los pasos de su padre, trabajando en el negocio familiar. Compaginiría su actividad laboral en el taller de decoración, con su labor como profesor en la Escuela de Artes y Oficios de Vitoria (a partir de 1918) y, en la última parte de su vida, con el cargo de apoderado del servicio de defensa del tesoro artístico en Álava. Murió en 1945.

## Actividad artística
Debido probablemente a la orientación del negocio paterno, Adrián mostró desde joven inquietudes artísticas orientadas al dibujo y la pintura. En paralelo a su actividad propiamente laboral, Aldecoa llevó a cabo un trabajo propiamente artístico, plural y heterogéneo en diferentes disciplinas. Aldecoa destacó como pintor, acuarelista, dibujante, cartelista, copista y restaurador. Perteneció a la generación de los pintores vitorianos alumnos de Ignacio Díaz de Olano, siendo probablemente su alumno predilecto. A esa generación pertenecen los hermanos Félix y Tomás Alfaro Fournier, Teodoro Dublang, Aurelio Vera-Fajardo y Mauro Ortiz de Urbina.
Su repercusión en el mundo del arte, sin embargo, apenas trascendió fuera del ámbito local de su ciudad natal. Participó en numerosas muestras colectivas, especialmente en Vitoria, así como en el País Vasco; envió sus trabajos también de forma asidua a la Exposición Nacional de Bellas Artes, habiéndose expuesto su obra en alguna muestra internacional. No hay constancia de que tuviera nunca una exposición individual, aunque se cree que pudo realizar una en San Sebastián en 1910. En Vitoria obtuvo notoriedad a nivel popular principalmente por ser el autor durante casi una década de los carteles anunciadores de las Fiestas de La Blanca.
Las obras de Aldecoa son de una estética realista-naturalista y en su temática destacaron las escenas costumbristas alavesas, que son las que más fama le dieron. Personajes del medio rural que aparecen en el paisaje de Vitoria y de las inmediaciones, con algunas incursiones que realizó el pintor en la zona de Pancorbo y en la costa de Motrico.
Interesado por el estudio y la técnica de las obras de los grandes maestros del pasado, efectuó copias de varias de ellas. Una de las más significativas es el Santo Cristo de Ribera, adentrándose, dada su habilidad, en la pintura de corte religioso. Algunas de estas copias se encuentran en la Capilla de los Pasos de la iglesia de San Vicente. También recibió numerosos encargos de la diócesis de Vitoria para realizar restauraciones y colaboró con la Diputación de Álava en la elaboración de los fondos de lo que habría de configurarse en el Museo de Bellas Artes de Vitoria.
Una calle de la ciudad de Vitoria, situada en el barrio de San Martín, lleva su nombre: Calle del Pintor Adrián Aldecoa/Adrian Aldekoa Margolariaren Kalea.